# Unterpirkach
Unterpirkach je naselje v Občini Zgornji Dravograd v Okraju Špital ob Dravi  na Koroškem v Avstriji.